# Thema (Musik)
Ein Thema (griechisch; eigentlich „das Gesetzte, das Hingestellte“ – vgl. Thema) ist eine prägnante musikalische Gestalt, die als tragender Grundgedanke eines Musikstücks auf Wiederkehr, Abwandlung und Verarbeitung im weiteren Verlauf hin angelegt ist und ggf. mit weiteren Themen konfrontiert oder kombiniert werden kann. 
Über die Länge, Bauweise, rhythmische Prägnanz oder satztechnische Struktur (einstimmig, mehrstimmig homophon oder polyphon) lassen sich keine allgemeingültigen Aussagen treffen, da die Gestalt eines Themas sehr stark von Faktoren wie Gattung, Form, Kompositionsstil und Werkintention abhängt. 
Zum Beispiel sind die Themenbegriffe von Fuge, Sonate und Variationenwerk deutlich verschieden.

## Musikalische Gestalt
Themen können in unterschiedlicher Gestalt auftreten, zum Beispiel:
- „Geschlossen“ als deutlich begrenzter Abschnitt oder „offen“, d. h. kaum merklich in nicht zum Thema gehörende Partien übergehend,
- als primär melodisch-linear empfunden oder bereits von vornherein klanglich-harmonisch oder gar polyphon konzipiert,
- als einheitlich  gestaltet oder aus kontrastierenden Motiven zusammengesetzt,
- als Neuschöpfung oder als Übernahme oder Bearbeitung von bereits vorhandenem Material.

### Thema und Motiv
Hugo Riemann beschreibt das Verhältnis von Thema und Motiv so: „Thema nennt man einen musikalischen Gedanken, der, wenn auch nicht völlig abgerundet und geschlossen, doch bereits so weit ausgeführt ist, daß er eine charakteristische Physiognomie zeigt; das Thema unterscheidet sich darin vom Motiv, welches nur ein Keim thematischen Gestaltens ist. Ein eigentliches Thema ist schon das Ergebnis der Bildungskraft eines Motivs, sei es, daß dieses in gerader oder umgekehrter Bewegung wiederholt ist oder einen Gegensatz erhalten hat.“
Demnach ist ein Thema als aus mehreren verschiedenen Motiven oder Abwandlungen eines Motivs zusammengesetzt zu denken. Obwohl man mit dieser Definition häufig zurechtkommt, sind ihrer flächendeckenden Anwendbarkeit Grenzen gesetzt. Bei einem manchmal nur vier oder fünf Töne umfassenden Fugenthema kann es schwer werden, eine Untergliederung in Motive zu erkennen; bei Beethovens fünfter Sinfonie steht man ziemlich hilflos vor dem Problem, den Begriff Thema plausibel anzuwenden: Im Grunde besteht das Thema des ersten Satzes (im eigentlichen Wortsinne) nur aus dem lapidaren viertönigen Anfangsmotiv; folgt man jedoch der Riemannschen Definition, würde man einen größeren, mit diesem Motiv arbeitenden Zusammenhang als Thema verstehen müssen, wobei man dann wieder vor der Schwierigkeit stünde, wo man dessen Ende ansetzen soll.
Auch der vor allem für Wagners Opernwerke relevante Begriff Leitmotiv ist nicht unproblematisch. Oft handelt es sich bei diesen „Motiven“ um durchaus längere Bildungen, die sich deutlich in Motive untergliedern lassen und somit im Riemannschen Sinne eher als „Themen“ anzusprechen wären.

## Spezielle musikalische Anwendungen
Themen können, je nachdem in welchen musikalischen Gattungen oder Formen sie vorkommen, unterschiedliche Ausprägungen und Funktionen haben.

### Variationenwerke
Variationenwerken liegt ein bestimmtes Muster zugrunde, das als Melodie (etwa eines Liedes oder sonstigen Musikstücks), Harmoniefolge, Basstonlinie oder komplettes Musikstück vorgegeben sein kann.

#### Chaconne und Passacaglia
Chaconne und Passacaglia sind besonders im Barock beliebte Formen, die ursprünglich auf spanische Tänze zurückgehen. Gemeinsam ist beiden, dass sie aus Variationen auf der Grundlage eines ostinaten Basses bestehen, der hier als „Thema“ fungiert.

#### Thema mit Variationen
Im Barock und verstärkt in der Klassik und Romantik entstanden Variationenwerke, die geschlossene Musikstücke in Form von Arien, Volksliedern, Märschen oder Tänzen als Thema verwendeten. Je ein Beispiel:
- Aria: Goldberg-Variationen (BWV 988) von Johann Sebastian Bach
- Volkslied: Sechs Variationen über ein Schweizer Lied (WoO 64) von Ludwig van Beethoven
- Marsch: Neun Variationen über einen Marsch von E. Chr. Dressler (WoO 63) von Ludwig van Beethoven, über einen Marsch von Ernst Christoph Dressler
- Tanz (Walzer): Diabelli-Variationen op. 120 von Ludwig van Beethoven

### Fuge

#### Aus heutiger Sicht
Der Begriff „Thema“ spielt (aus heutiger Sicht) insbesondere bei der Fuge, die für die Barockmusik typisch ist, eine wichtige Rolle: Die Fuge beginnt immer mit einer unbegleiteten Einzelstimme, die das Thema vorstellt. Weitere Stimmen treten dann hinzu, die das Thema aufnehmen, auf anderen Tonstufen wiederholen und sich mit den übrigen Stimmen zu einem kunstvollen Geflecht verbinden. Das Thema bildet nicht das einzige, aber das wesentliche Material, das kompositorisch weiterverarbeitet wird und den Verlauf des Werkes bestimmt. Dabei kann es gemäß den Regeln des Kontrapunkts auf vielfältige Weise abgewandelt werden.

#### Historisch
Zu der Zeit, als die Fugenkomposition ihre Blüte erlebte, war die Bezeichnung „Thema“ eher unüblich. Stattdessen bezeichnete man dieses in Anlehnung an Soggetto als „Subjekt“ und den zum Thema hinzutretenden Kontrapunkt als „Kontrasubjekt“.

### Sonatenhauptsatz
In der Klassik erhielt das Thema eine zentrale Stelle in der Exposition der Sonatensatzform. Dort erscheint es oft homophon als begleitete Melodie, manchmal aber auch mit polyphonen Elementen durchsetzt. In der Regel tritt ihm ein weiteres, oft kontrastierendes Thema zur Seite. Aus den Motiven und Figuren beider Themen entwickelt der Komponist dann den Mittelteil eines Sonatenhauptsatzes, die Durchführung, bevor die Reprise die Exposition in modifizierter Form wiederholt und das Stück (ggf. mit einer angehängten Coda) abschließt.

### Jazz
Im Jazz wird die Grundlage für die gebräuchlichen Soloimprovisationen der Bandmitglieder von einem Thema gebildet, das eingangs vorgestellt und im weiteren Verlauf von den einzelnen Musikern variiert wird. In Jazzstücken mit solchem Aufbau (oftmals, aber nicht zwingend, Instrumentalstücken) wird dieses Thema – aufgrund seiner an den Beginn gestellten Einführung – als Kopfthema (engl.: head) bezeichnet bzw. im Modern Jazz, und hier speziell im Bebop, als bebop head. Im Hardbop ist meistenfalls die sogenannte Jazz-Performanceform zu finden. Hier wird das Thema, zum Teil nicht einmal vollständig, strikt ein einziges Mal am Anfang und dann einmal am Ende als Reprise vorgeführt. Dazwischen liegen weitgehend freie Improvisationen.